# Temporada 2025 del Campeonato del Mundo de Moto3
La temporada 2025 del Campeonato del Mundo de Moto3 será la 14.ª edición de este campeonato creado en 2012. Este campeonato será parte de la 77.ª edición del Campeonato del Mundo de Motociclismo.

## Calendario
El calendario provisional fue anunciado el 26 de septiembre de 2024.
| Ronda                                                | Gran Premio                            | Circuito                                                            | Fecha                    |
| ---------------------------------------------------- | -------------------------------------- | ------------------------------------------------------------------- | ------------------------ |
| 1                                                    | Gran Premio de Tailandia               | Circuito Internacional de Chang, Buriram                            | 28 de febrero-2 de marzo |
| 2                                                    | Gran Premio de Argentina               | Autódromo Internacional de Termas de Río Hondo, Santiago del Estero | 14-16 de marzo           |
| 3                                                    | Gran Premio de las Américas            | Circuito de las Américas, Austin                                    | 28-30 de marzo           |
| 4                                                    | Gran Premio de Catar                   | Circuito Internacional de Losail, Lusail                            | 11-13 de abril           |
| 5                                                    | Gran Premio de España                  | Circuito de Jerez, Jerez de la Frontera                             | 25-27 de abril           |
| 6                                                    | Gran Premio de Francia                 | Circuito de Bugatti, Le Mans                                        | 9-11 de mayo             |
| 7                                                    | Gran Premio del Reino Unido            | Circuito de Silverstone, Silverstone                                | 23-25 de mayo            |
| 8                                                    | Gran Premio de Aragón                  | Motorland Aragón, Alcañiz                                           | 6-8 de junio             |
| 9                                                    | Gran Premio de Italia                  | Autódromo Internacional del Mugello, Scarperia                      | 20-22 de junio           |
| 10                                                   | Gran Premio de Países Bajos            | Circuito de Assen, Assen                                            | 27-29 de junio           |
| 11                                                   | Gran Premio de Alemania                | Sachsenring, Hohenstein-Ernstthal                                   | 11-13 de julio           |
| 12                                                   | Gran Premio de la República Checa      | Autódromo de Brno, Brno                                             | 18-20 de julio           |
| 13                                                   | Gran Premio de Austria                 | Red Bull Ring, Spielberg                                            | 15-17 de agosto          |
| 14                                                   | Gran Premio de Hungría                 | Circuito de Balaton Park, Balatonfőkajár                            | 22-24 de agosto          |
| 15                                                   | Gran Premio de Cataluña                | Circuito de Barcelona-Cataluña, Montmeló                            | 5-7 de septiembre        |
| 16                                                   | Gran Premio de San Marino              | Misano World Circuit Marco Simoncelli, Misano Adriatico             | 12-14 de septiembre      |
| 17                                                   | Gran Premio de Japón                   | Mobility Resort Motegi, Motegi                                      | 26-28 de octubre         |
| 18                                                   | Gran Premio de Indonesia               | Circuito Urbano Internacional de Mandalika, Lombok                  | 3-5 de octubre           |
| 19                                                   | Gran Premio de Australia               | Circuito de Phillip Island, Isla Phillip                            | 17-19 de octubre         |
| 20                                                   | Gran Premio de Malasia                 | Circuito Internacional de Sepang, Sepang                            | 24-26 de octubre         |
| 21                                                   | Gran Premio de Portugal                | Autódromo Internacional do Algarve, Portimão                        | 7-9 de noviembre         |
| 22                                                   | Gran Premio de la Comunidad Valenciana | Circuito Ricardo Tormo, Valencia                                    | 14-16 de noviembre       |
| Notas: Actualizado al 26 de septiembre de 2024 1. 2. |                                        |                                                                     |                          |

### Cambios en el calendario
- El Gran Premio de Tailandia se convierte en la apertura del campeonato al ser adelantado al inicio de marzo,[2] con ello el Gran Premio de Catar pierde esa condición al ser retrasado a abril debido a que en marzo el país estará inmerso en el Ramadán.
- Se modifica los meses de disputa de los Grandes Premios de Gran Bretaña que pasa de agosto a mayo, de Portugal que se se disputará en noviembre tras hacerlo en marzo y de alternan entre Aragón y Cataluña los meses de junio y septiembre.
- Pendiente a la homologación por la FIM, el Gran Premio de Hungría aparece en el calendario para disputarse en Balaton Park, suponiendo el retorno del campeonato del mundo a Hungría por primera vez desde 1992.[3]
- Se recupera el Gran Premio de Argentina no disputado en 2024 por la situación política del país.
- El Gran Premio de la República Checa volverá al campeonato después de dejarse de celebrar en 2020.[4]
- El Gran Premio de Kazajistán no aparece ni siquiera en el calendario provisional tras las cancelaciones de 2023 y 2024. Tampoco lo hace el Gran Premio de la India que fue también cancelado en 2024, aunque si se disputó en 2023, y se asegura un posible retorno para 2026.[5]
- Desaparece el Gran Premio de Emilia-Romaña tras disputarse en 2024 debido a las cancelaciones durante esta temporada.

## Equipos y pilotos
| Equipo                        | Constructor | Moto     | N.º | Piloto             | Rondas       |
| ----------------------------- | ----------- | -------- | --- | ------------------ | ------------ |
| Honda Team Asia               | Honda       | NSF250RW | 5   | Tatchakorn Buasri  | 1-12         |
| Honda Team Asia               | Honda       | NSF250RW | 72  | Taiyo Furusato     | 1-13         |
| Honda Team Asia               | Honda       | NSF250RW | 93  | Arbi Aditama       | 13           |
| Leopard Racing                | Honda       | NSF250RW | 22  | David Almansa      | 1-13         |
| Leopard Racing                | Honda       | NSF250RW | 31  | Adrián Fernández   | 1-6, 8-13    |
| Leopard Racing                | Honda       | NSF250RW | 78  | Joel Esteban       | 7            |
| Rivacold Snipers Team         | Honda       | NSF250RW | 10  | Nicola Carraro     | 1-13         |
| Rivacold Snipers Team         | Honda       | NSF250RW | 54  | Riccardo Rossi     | 1-13         |
| SIC58 Squadra Corse           | Honda       | NSF250RW | 48  | Lenoxx Phommara    | 11-12        |
| SIC58 Squadra Corse           | Honda       | NSF250RW | 58  | Luca Lunetta       | 1-10         |
| SIC58 Squadra Corse           | Honda       | NSF250RW | 67  | Casey O'Gorman     | 13           |
| SIC58 Squadra Corse           | Honda       | NSF250RW | 82  | Stefano Nepa       | 1-13         |
| GRYD - MLav Racing            | Honda       | NSF250RW | 8   | Eddie O'Shea       | 1-13         |
| GRYD - MLav Racing            | Honda       | NSF250RW | 11  | Adrián Cruces      | 4-6          |
| GRYD - MLav Racing            | Honda       | NSF250RW | 25  | Leonardo Abruzzo   | 10, 12       |
| GRYD - MLav Racing            | Honda       | NSF250RW | 30  | Max Cook           | 7            |
| GRYD - MLav Racing            | Honda       | NSF250RW | 32  | Vicente Pérez      | 9, 11, 13    |
| GRYD - MLav Racing            | Honda       | NSF250RW | 34  | Jakob Rosenthaler  | 3            |
| GRYD - MLav Racing            | Honda       | NSF250RW | 89  | Marcos Uriarte     | 1-2, 8       |
| CFMoto Aspar Team             | KTM         | RC250GP  | 28  | Máximo Quiles      | 3, 6-13      |
| CFMoto Aspar Team             | KTM         | RC250GP  | 34  | Jakob Rosenthaler  | 1-2          |
| CFMoto Aspar Team             | KTM         | RC250GP  | 71  | Dennis Foggia      | 1-13         |
| CFMoto Aspar Team             | KTM         | RC250GP  | 78  | Joel Esteban       | 4-5          |
| Liqui Moly Dynavolt Intact GP | KTM         | RC250GP  | 64  | David Muñoz        | 1-13         |
| Liqui Moly Dynavolt Intact GP | KTM         | RC250GP  | 94  | Guido Pini         | 1-13         |
| LevelUp – MTA                 | KTM         | RC250GP  | 18  | Matteo Bertelle    | 1-3          |
| LevelUp – MTA                 | KTM         | RC250GP  | 32  | Vicente Pérez      | 5-8          |
| LevelUp – MTA                 | KTM         | RC250GP  | 66  | Joel Kelso         | 1-13         |
| LevelUp – MTA                 | KTM         | RC250GP  | 89  | Marcos Uriarte     | 9-13         |
| Denssi Racing - Boé           | KTM         | RC250GP  | 14  | Cormac Buchanan    | 1-13         |
| Denssi Racing - Boé           | KTM         | RC250GP  | 21  | Ruché Moodley      | 1-5, 7-9, 13 |
| Denssi Racing - Boé           | KTM         | RC250GP  | 25  | Leonardo Abruzzo   | 11           |
| Denssi Racing - Boé           | KTM         | RC250GP  | 34  | Jakob Rosenthaler  | 6, 10        |
| Denssi Racing - Boé           | KTM         | RC250GP  | 95  | Marco Morelli      | 12           |
| CIP Green Power               | KTM         | RC250GP  | 11  | Adrián Cruces      | 1-3          |
| CIP Green Power               | KTM         | RC250GP  | 19  | Scott Ogden        | 1-13         |
| CIP Green Power               | KTM         | RC250GP  | 55  | Noah Dettwiler     | 4-13         |
| Frinsa - MT Helmets – MSi     | KTM         | RC250GP  | 6   | Ryusei Yamanaka    | 1-13         |
| Frinsa - MT Helmets – MSi     | KTM         | RC250GP  | 36  | Ángel Piqueras     | 1-13         |
| Red Bull KTM Ajo              | KTM         | RC250GP  | 83  | Álvaro Carpe       | 1-13         |
| Red Bull KTM Ajo              | KTM         | RC250GP  | 99  | José Antonio Rueda | 1-13         |
| Red Bull KTM Tech3            | KTM         | RC250GP  | 12  | Jacob Roulstone    | 3-13         |
| Red Bull KTM Tech3            | KTM         | RC250GP  | 73  | Valentín Perrone   | 1-13         |
| Red Bull KTM Tech3            | KTM         | RC250GP  | 78  | Joel Esteban       | 1-2          |

| Leyenda             |
| ------------------- |
| Piloto titular      |
| Piloto invitado     |
| Piloto de reemplazo |

- Todos los equipos utilizan neumáticos Pirelli.

### Cambios de equipos
- Gas Gas y Husqvarna y CFMoto (Pertenencientes al grupo KTM) abandonan la categoría como contrustores, volviendo KTM a los equipos Red Bull KTM Tech3 y Liqui Moly Dynavolt Intact GP, mientras que CFMoto seguirá patrocinando al CFMoto Aspar Team.

### Cambios de pilotos[25]
- Joel Kelso abandona el Boé Motorsports para irse al LevelUp - MTA.[18]
- David Muñoz abandona el Boé Motorsports para irse al Liqui Moly Dynavolt Intact GP,[16] su compañero será Guido Pini hará su debut mundialista.
- Valentín Perrone hará su debut mundialista en el equipo Red Bull KTM Tech3. [26]
- Ruché Moodley debutará con el equipo Boé Motorsports.[20]
- El campeón del FIM Junior GP y de la Red Bull MotoGP Rookies Cup, Álvaro Carpe hará su debut en mundialista en las filas del Red Bull KTM Ajo.[24]
- Matteo Bertelle abandona el Rivacold Snipers Team tras dos temporadas y ficha por LevelUp - MTA.
- Eddie O'Shea será piloto del MLav Racing tras haber participado en el FIM Junior GP 2024 y finalizar la temporada como piloto titular del MLav Racing en Moto3, se confirma su participación completa para 2025.
- Ángel Piqueras ficha por el mejor equipo de la temporada el Frinsa -MT HELMETS - MSi tras ser el rookie del en su primera temporada en Moto3 .[23]
- Máximo Quiles hará su debut mundialista en el equipo,[14] su compañero será Den Foggia vuelve a Moto3 tras su paso por Moto2 de la mano del CFMoto Aspar Team.[15]
- El Rivacold Snipers Team confirma a Nicola Carraro y a Riccardo Rossi como su alineación para 2025.[9]
- El neozelandés Cormac Buchanan llegará a Moto3 con el Boé Motorsports.[19]
- El CIP Green Power contará con Scott Ogden, quien abandona el MLav Racing tras tres temporadas.[22]
- David Almansa cambia Rivacold Snipers Team por el Leopard Racing para disputar su segunda temporada en Moto3.[8]
- Marcos Uriarte debutará con el equipo MLav Racing.
- Previo al Gran Premio de Italia, Marcos Uriarte abandona el MLav Racing para convertirse en el sustituto del lesionado Bertelle en el LevelUp – MTA. Para sustituir a Uriarte, el MLav ficha a Vicente Pérez quien había sustituido a Bertelle en los cuatro grandes premios anteriores.[13]

## Resultados

### Resultados por Gran Premio
| Ronda | Gran Premio                            | Pole position      | Vuelta rápida      | Piloto ganador     | Equipo ganador                | Constructor ganador |
| ----- | -------------------------------------- | ------------------ | ------------------ | ------------------ | ----------------------------- | ------------------- |
| 1     | Gran Premio de Tailandia               | Matteo Bertelle    | David Muñoz        | José Antonio Rueda | Red Bull KTM Ajo              | KTM                 |
| 2     | Gran Premio de Argentina               | Matteo Bertelle    | Ángel Piqueras     | Ángel Piqueras     | Frinsa - MT Helmets – MSi     | KTM                 |
| 3     | Gran Premio de las Américas            | David Muñoz        | Matteo Bertelle    | José Antonio Rueda | Red Bull KTM Ajo              | KTM                 |
| 4     | Gran Premio de Catar                   | Ryusei Yamanaka    | David Muñoz        | Ángel Piqueras     | Frinsa - MT Helmets – MSi     | KTM                 |
| 5     | Gran Premio de España                  | José Antonio Rueda | José Antonio Rueda | José Antonio Rueda | Red Bull KTM Ajo              | KTM                 |
| 6     | Gran Premio de Francia                 | Máximo Quiles      | Álvaro Carpe       | José Antonio Rueda | Red Bull KTM Ajo              | KTM                 |
| 7     | Gran Premio del Reino Unido            | José Antonio Rueda | Taiyo Furusato     | José Antonio Rueda | Red Bull KTM Ajo              | KTM                 |
| 8     | Gran Premio de Aragón                  | José Antonio Rueda | Luca Lunetta       | David Muñoz        | Liqui Moly Dynavolt Intact GP | KTM                 |
| 9     | Gran Premio de Italia                  | Álvaro Carpe       | David Muñoz        | Máximo Quiles      | CFMoto Aspar Team             | KTM                 |
| 10    | Gran Premio de los Países Bajos        | José Antonio Rueda | Joel Kelso         | José Antonio Rueda | Red Bull KTM Ajo              | KTM                 |
| 11    | Gran Premio de Alemania                | Scott Ogden        | Ángel Piqueras     | David Muñoz        | Liqui Moly Dynavolt Intact GP | KTM                 |
| 12    | Gran Premio de la República Checa      | Guido Pini         | José Antonio Rueda | José Antonio Rueda | Red Bull KTM Ajo              | KTM                 |
| 13    | Gran Premio de Austria                 | Valentín Perrone   | Taiyo Furusato     | Ángel Piqueras     | Frinsa - MT Helmets – MSi     | KTM                 |
| 14    | Gran Premio de Hungría                 |                    |                    |                    |                               |                     |
| 15    | Gran Premio de Cataluña                |                    |                    |                    |                               |                     |
| 16    | Gran Premio de San Marino              |                    |                    |                    |                               |                     |
| 17    | Gran Premio de Japón                   |                    |                    |                    |                               |                     |
| 18    | Gran Premio de Indonesia               |                    |                    |                    |                               |                     |
| 19    | Gran Premio de Australia               |                    |                    |                    |                               |                     |
| 20    | Gran Premio de Malasia                 |                    |                    |                    |                               |                     |
| 21    | Gran Premio de Portugal                |                    |                    |                    |                               |                     |
| 22    | Gran Premio de la Comunidad Valenciana |                    |                    |                    |                               |                     |

### Campeonato de pilotos
Sistema de puntuación
Los puntos se reparten entre los quince primeros clasificados en acabar la carrera. 
Sistema de puntuación de 1993 hasta 2022:
| Posición | 1.º | 2.º | 3.º | 4.º | 5.º | 6.º | 7.º | 8.º | 9.º | 10.º | 11.º | 12.º | 13.º | 14.º | 15.º |
| Puntos   | 25  | 20  | 16  | 13  | 11  | 10  | 9   | 8   | 7   | 6    | 5    | 4    | 3    | 2    | 1    |

| Pos. | Piloto             | Moto  | Equipo                        | THA | ARG | AME | QAT | SPA | FRA | GBR | ARA | ITA | NED | GER | CZE | AUT | HUN | CAT | RSM | JPN | INA | AUS | MAL | POR | VAL | Ptos. |
| ---- | ------------------ | ----- | ----------------------------- | --- | --- | --- | --- | --- | --- | --- | --- | --- | --- | --- | --- | --- | --- | --- | --- | --- | --- | --- | --- | --- | --- | ----- |
| 1    | José Antonio Rueda | KTM   | Red Bull KTM Ajo              | 1   | 3   | 1   | Ret | 1   | 1   | 1   | 8   | 4   | 1   | 3   | 1   | 5   |     |     |     |     |     |     |     |     |     | 239   |
| 2    | Ángel Piqueras     | KTM   | Frinsa - MT Helmets - MSi     | 12  | 1   | 4   | 1   | 2   | Ret | Ret | 6   | 7   | 5   | 4   | 4   | 1   |     |     |     |     |     |     |     |     |     | 168   |
| 3    | David Muñoz        | KTM   | Liqui Moly Dynavolt Intact GP | Ret | Ret | Ret | 6   | Ret | 3   | Ret | 1   | 5   | 2   | 1   | 3   | 3   |     |     |     |     |     |     |     |     |     | 139   |
| 4    | Máximo Quiles      | KTM   | CFMoto Aspar Team             |     |     | 5   | INJ | INJ | 7   | 2   | 2   | 1   | 15  | 2   | 2   | 4   |     |     |     |     |     |     |     |     |     | 139   |
| 5    | Álvaro Carpe       | KTM   | Red Bull KTM Ajo              | 2   | Ret | 6   | 11  | 8   | 4   | 4   | 3   | 2   | 4   | 5   | 12  | 10  |     |     |     |     |     |     |     |     |     | 139   |
| 6    | Joel Kelso         | KTM   | LevelUp - MTA                 | Ret | 8   | 2   | 4   | 3   | 2   | Ret | 7   | 9   | 9   | 6   | WD  | 11  |     |     |     |     |     |     |     |     |     | 115   |
| 7    | Ryusei Yamanaka    | KTM   | Frinsa - MT Helmets - MSi     | Ret | 9   | 19  | 3   | 5   | Ret | 8   | 9   | 10  | 11  | 15  | 9   | 2   |     |     |     |     |     |     |     |     |     | 88    |
| 8    | Taiyo Furusato     | Honda | Honda Team Asia               | Ret | 4   | 9   | 2   | 6   | 6   | 12  | 11  | 6   | Ret | Ret | 16  | 6   |     |     |     |     |     |     |     |     |     | 87    |
| 9    | Adrián Fernández   | Honda | Leopard Racing                | 3   | 2   | 12  | Ret | 4   | 8   | INJ | DNS | Ret | Ret | Ret | 6   | 8   |     |     |     |     |     |     |     |     |     | 79    |
| 10   | David Almansa      | Honda | Leopard Racing                | 7   | 6   | 13  | 16  | Ret | 5   | 6   | 4   | Ret | 6   | Ret | 7   | 12  |     |     |     |     |     |     |     |     |     | 79    |
| 11   | Dennis Foggia      | KTM   | CFMoto Aspar Team             | 6   | 11  | 7   | Ret | 13  | 11  | Ret | 15  | 3   | 8   | 11  | 5   | 13  |     |     |     |     |     |     |     |     |     | 76    |
| 12   | Valentín Perrone   | KTM   | Red Bull KTM Tech3            | Ret | Ret | Ret | 15  | 10  | 10  | 5   | 13  | 8   | 3   | 12  | 8   | 7   |     |     |     |     |     |     |     |     |     | 72    |
| 13   | Luca Lunetta       | Honda | SIC58 Squadra Corse           | 10  | 7   | Ret | 7   | 11  | 9   | 3   | 5   | Ret | Ret | INJ | INJ | INJ |     |     |     |     |     |     |     |     |     | 63    |
| 14   | Guido Pini         | KTM   | Liqui Moly Dynavolt Intact GP | Ret | Ret | 11  | 10  | 7   | 17  | 7   | 19  | Ret | DNS | 7   | 10  | 9   |     |     |     |     |     |     |     |     |     | 51    |
| 15   | Matteo Bertelle    | KTM   | LevelUp - MTA                 | 5   | 4   | 3   | INJ | INJ | INJ | INJ | INJ | INJ | INJ | INJ | INJ | INJ |     |     |     |     |     |     |     |     |     | 40    |
| 16   | Scott Ogden        | KTM   | CIP Green Power               | Ret | 12  | Ret | 12  | 12  | 12  | 11  | 12  | 12  | 7   | Ret | 15  | 15  |     |     |     |     |     |     |     |     |     | 40    |
| 17   | Stefano Nepa       | Honda | SIC58 Squadra Corse           | 4   | 10  | Ret | 8   | 14  | Ret | 16  | NC  | 14  | 13  | 13  | 17  | 24  |     |     |     |     |     |     |     |     |     | 37    |
| 18   | Jacob Roulstone    | KTM   | Red Bull KTM Tech3            | INJ | INJ | 14  | 14  | 9   | 13  | 13  | Ret | 13  | 12  | 8   | 14  | 14  |     |     |     |     |     |     |     |     |     | 36    |
| 19   | Cormac Buchanan    | KTM   | Denssi Racing - Boé           | 15  | 14  | 10  | Ret | 19  | 14  | 14  | 10  | 15  | Ret | 9   | WD  | Ret |     |     |     |     |     |     |     |     |     | 27    |
| 20   | Riccardo Rossi     | Honda | Rivacold Snipers Team         | 8   | 18  | Ret | 5   | Ret | 18  | 15  | 18  | Ret | 14  | 14  | Ret | 19  |     |     |     |     |     |     |     |     |     | 24    |
| 21   | Nicola Carraro     | Honda | Rivacold Snipers Team         | Ret | 19  | 15  | 9   | Ret | 15  | 10  | 17  | 11  | Ret | 18  | Ret | 20  |     |     |     |     |     |     |     |     |     | 20    |
| 22   | Marcos Uriarte     | Honda | GRYD - MLav Racing            | 13  | Ret | INJ | INJ | INJ | INJ | INJ | 23  |     |     |     |     |     |     |     |     |     |     |     |     |     |     | 20    |
| 22   | Marcos Uriarte     | KTM   | LevelUp - MTA                 |     |     |     |     |     |     |     |     | 16  | 10  | 10  | 11  | 16  |     |     |     |     |     |     |     |     |     | 20    |
| 23   | Adrián Cruces      | KTM   | CIP Green Power               | 14  | 13  | 8   |     |     |     |     |     |     |     |     |     |     |     |     |     |     |     |     |     |     |     | 13    |
| 23   | Adrián Cruces      | Honda | GRYD - MLav Racing            |     |     |     | WD  | 17  | Ret |     |     |     |     |     |     |     |     |     |     |     |     |     |     |     |     | 13    |
| 24   | Ruché Moodley      | KTM   | Denssi Racing - Boé           | 11  | 15  | 16  | 13  | Ret | INJ | 20  | 14  | Ret | DNS | INJ | INJ | 17  |     |     |     |     |     |     |     |     |     | 11    |
| 25   | Vicente Pérez      | KTM   | LevelUp - MTA                 |     |     |     |     | 18  | 16  | 9   | 22  |     |     |     |     |     |     |     |     |     |     |     |     |     |     | 7     |
| 25   | Vicente Pérez      | Honda | GRYD - MLav Racing            |     |     |     |     |     |     |     |     | Ret | INJ | WD  | INJ | NC  |     |     |     |     |     |     |     |     |     | 7     |
| 26   | Joel Esteban       | KTM   | Red Bull KTM Tech3            | 9   | 16  |     |     |     |     |     |     |     |     |     |     |     |     |     |     |     |     |     |     |     |     | 7     |
| 26   | Joel Esteban       | KTM   | CFMoto Aspar Team             |     |     |     | Ret | Ret |     |     |     |     |     |     |     |     |     |     |     |     |     |     |     |     |     | 7     |
| 26   | Joel Esteban       | Honda | Leopard Racing                |     |     |     |     |     |     | Ret |     |     |     |     |     |     |     |     |     |     |     |     |     |     |     | 7     |
| 27   | Marco Morelli      | KTM   | Denssi Racing - Boé           |     |     |     |     |     |     |     |     |     |     |     | 13  |     |     |     |     |     |     |     |     |     |     | 3     |
| 28   | Tatchakorn Buarsi  | Honda | Honda Team Asia               | Ret | 21  | DNS | 19  | 15  | 19  | 19  | 20  | 17  | Ret | Ret | INJ | INJ |     |     |     |     |     |     |     |     |     | 1     |
| 29   | Noah Dettwiler     | KTM   | CIP Green Power               | INJ | INJ | INJ | 17  | 16  | 20  | 18  | 16  | 19  | 16  | 16  | 19  | 23  |     |     |     |     |     |     |     |     |     | 0     |
| 30   | Eddie O’Shea       | Honda | GRYD - MLav Racing            | Ret | 17  | 17  | 18  | Ret | Ret | 17  | 21  | 18  | Ret | Ret | 18  | 21  |     |     |     |     |     |     |     |     |     | 0     |
| 31   | Jakob Rosenthaler  | KTM   | CFMoto Aspar Team             | Ret | 20  |     |     |     |     |     |     |     |     |     |     |     |     |     |     |     |     |     |     |     |     | 0     |
| 31   | Jakob Rosenthaler  | Honda | GRYD - MLav Racing            |     |     | 18  |     |     |     |     |     |     |     |     |     |     |     |     |     |     |     |     |     |     |     | 0     |
| 31   | Jakob Rosenthaler  | KTM   | Denssi Racing - Boé           |     |     |     |     |     | 21  |     |     |     | 17  |     |     |     |     |     |     |     |     |     |     |     |     | 0     |
| 32   | Lenoxx Phommara    | Honda | SIC58 Squadra Corse           |     |     |     |     |     |     |     |     |     |     | 17  | Ret |     |     |     |     |     |     |     |     |     |     | 0     |
| 33   | Casey O'Gorman     | Honda | SIC58 Squadra Corse           |     |     |     |     |     |     |     |     |     |     |     |     | 18  |     |     |     |     |     |     |     |     |     | 0     |
| 34   | Leonardo Abruzzo   | Honda | GRYD - MLav Racing            |     |     |     |     |     |     |     |     |     | Ret |     | 20  |     |     |     |     |     |     |     |     |     |     | 0     |
| 34   | Leonardo Abruzzo   | KTM   | Denssi Racing - Boé           |     |     |     |     |     |     |     |     |     |     | Ret |     |     |     |     |     |     |     |     |     |     |     | 0     |
| 35   | Max Cook           | Honda | GRYD - MLav Racing            |     |     |     |     |     |     | 21  |     |     |     |     |     |     |     |     |     |     |     |     |     |     |     | 0     |
| 36   | Arbi Aditama       | Honda | Honda Team Asia               |     |     |     |     |     |     |     |     |     |     |     |     | 22  |     |     |     |     |     |     |     |     |     | 0     |
| Pos. | Piloto             | Moto  | Equipo                        | THA | ARG | AME | QAT | SPA | FRA | GBR | ARA | ITA | NED | GER | CZE | AUT | HUN | CAT | RSM | JPN | INA | AUS | MAL | POR | VAL | Ptos. |

| Color     | Resultado                                                               |
| --------- | ----------------------------------------------------------------------- |
| Oro       | Ganador                                                                 |
| Plata     | 2.ª plaza                                                               |
| Bronce    | 3.ª plaza                                                               |
| Verde     | Finalizó en los puntos                                                  |
| Azul      | Finalizó sin puntos                                                     |
| Azul      | NC - No clasificado                                                     |
| Violeta   | Ret - No terminó (Carrera)                                              |
| Rojo      | DNQ - No se clasificó                                                   |
| Negro     | DSQ - Descalificado                                                     |
| Blanco    | DNS - No empezó (carrera)                                               |
| Blanco    | WD - Retirado (fin de semana)                                           |
| Blanco    | C - Carrera cancelada                                                   |
| Sin color | DNP - Inscrito pero no participó                                        |
| Sin color | INJ - Lesionado                                                         |
| Sin color | EX - Excluido                                                           |
| Estado    | Resultado                                                               |
| Negrita   | Pole position                                                           |
| Cursiva   | Vuelta rápida                                                           |
| †         | Abandona, pero clasifica al completar el porcentaje requerido para ello |

### Campeonato de Constructores
| Pos. | Constructor | THA | ARG | AME | QAT | SPA | FRA | GBR | ARA | ITA | NED | GER | CZE | AUT | HUN | CAT | RSM | JPN | INA | AUS | MAL | POR | VAL | Ptos. |
| ---- | ----------- | --- | --- | --- | --- | --- | --- | --- | --- | --- | --- | --- | --- | --- | --- | --- | --- | --- | --- | --- | --- | --- | --- | ----- |
| 1    | KTM         | 1   | 1   | 1   | 1   | 1   | 1   | 1   | 1   | 1   | 1   | 1   | 1   | 1   |     |     |     |     |     |     |     |     |     | 325   |
| 2    | Honda       | 3   | 2   | 9   | 2   | 4   | 5   | 3   | 4   | 6   | 6   | 13  | 6   | 6   |     |     |     |     |     |     |     |     |     | 159   |
| Pos. | Constructor | THA | ARG | AME | QAT | SPA | FRA | GBR | ARA | ITA | NED | GER | CZE | AUT | HUN | CAT | RSM | JPN | INA | AUS | MAL | POR | VAL | Ptos. |

### Campeonato de Equipos
| Pos. | Equipo                        | N.º. Moto | THA | ARG | AME | QAT | SPA | FRA | GBR | ARA | ITA | NED | GER | CZE | AUT | HUN | CAT | RSM | JPN | INA | AUS | MAL | POR | VAL | Ptos. |
| ---- | ----------------------------- | --------- | --- | --- | --- | --- | --- | --- | --- | --- | --- | --- | --- | --- | --- | --- | --- | --- | --- | --- | --- | --- | --- | --- | ----- |
| 1    | Red Bull KTM Ajo              | 83        | 2   | Ret | 6   | 11  | 8   | 4   | 4   | 3   | 2   | 4   | 5   | 12  | 10  |     |     |     |     |     |     |     |     |     | 378   |
| 1    | Red Bull KTM Ajo              | 99        | 1   | 3   | 1   | Ret | 1   | 1   | 1   | 8   | 4   | 1   | 3   | 1   | 5   |     |     |     |     |     |     |     |     |     | 378   |
| 2    | Frinsa - MT Helmets – MSi     | 6         | Ret | 9   | 19  | 3   | 5   | Ret | 8   | 9   | 10  | 11  | 15  | 9   | 2   |     |     |     |     |     |     |     |     |     | 256   |
| 2    | Frinsa - MT Helmets – MSi     | 36        | 12  | 1   | 4   | 1   | 2   | Ret | Ret | 6   | 7   | 5   | 4   | 4   | 1   |     |     |     |     |     |     |     |     |     | 256   |
| 3    | CFMoto Aspar Team             | 28        |     |     | 5   | INJ | INJ | 7   | 2   | 2   | 1   | 15  | 2   | 2   | 4   |     |     |     |     |     |     |     |     |     | 215   |
| 3    | CFMoto Aspar Team             | 34        | Ret | 20  |     |     |     |     |     |     |     |     |     |     |     |     |     |     |     |     |     |     |     |     | 215   |
| 3    | CFMoto Aspar Team             | 71        | 6   | 11  | 7   | Ret | 13  | 11  | Ret | 15  | 3   | 8   | 11  | 5   | 13  |     |     |     |     |     |     |     |     |     | 215   |
| 3    | CFMoto Aspar Team             | 78        |     |     |     | Ret | Ret |     |     |     |     |     |     |     |     |     |     |     |     |     |     |     |     |     | 215   |
| 4    | Liqui Moly Dynavolt Intact GP | 64        | Ret | Ret | Ret | 6   | Ret | 3   | Ret | 1   | 5   | 2   | 1   | 3   | 3   |     |     |     |     |     |     |     |     |     | 190   |
| 4    | Liqui Moly Dynavolt Intact GP | 94        | Ret | Ret | 11  | 10  | 9   | 17  | 7   | 19  | Ret | DNS | 7   | 10  | 9   |     |     |     |     |     |     |     |     |     | 190   |
| 5    | LevelUp – MTA                 | 18        | 5   | 4   | 3   | INJ | INJ | INJ | INJ | INJ | INJ | INJ | INJ | INJ | INJ |     |     |     |     |     |     |     |     |     | 169   |
| 5    | LevelUp – MTA                 | 32        |     |     |     |     | 18  | 16  | 9   | 22  |     |     |     |     |     |     |     |     |     |     |     |     |     |     | 169   |
| 5    | LevelUp – MTA                 | 66        | Ret | 8   | 2   | 4   | 3   | 2   | Ret | 7   | 9   | 9   | 6   | WD  | 11  |     |     |     |     |     |     |     |     |     | 169   |
| 5    | LevelUp – MTA                 | 89        |     |     |     |     |     |     |     |     | 16  | 10  | 10  | 11  | 16  |     |     |     |     |     |     |     |     |     | 169   |
| 6    | Leopard Racing                | 22        | 7   | 6   | 13  | 16  | Ret | 5   | 6   | 4   | Ret | 6   | Ret | 7   | 12  |     |     |     |     |     |     |     |     |     | 158   |
| 6    | Leopard Racing                | 31        | 3   | 2   | 12  | Ret | 4   | 8   | INJ | DNS | Ret | Ret | Ret | 6   | 8   |     |     |     |     |     |     |     |     |     | 158   |
| 6    | Leopard Racing                | 78        |     |     |     |     |     |     | Ret |     |     |     |     |     |     |     |     |     |     |     |     |     |     |     | 158   |
| 7    | Red Bull KTM Tech3            | 12        | INJ | INJ | 14  | 14  | 9   | 13  | 13  | Ret | 13  | 12  | 8   | 14  | 14  |     |     |     |     |     |     |     |     |     | 115   |
| 7    | Red Bull KTM Tech3            | 73        | Ret | Ret | Ret | 15  | 10  | 10  | 5   | 13  | 8   | 3   | 12  | 8   | 7   |     |     |     |     |     |     |     |     |     | 115   |
| 7    | Red Bull KTM Tech3            | 78        | 9   | 16  |     |     |     |     |     |     |     |     |     |     |     |     |     |     |     |     |     |     |     |     | 115   |
| 8    | SIC58 Squadra Corse           | 48        |     |     |     |     |     |     |     |     |     |     | 17  | Ret |     |     |     |     |     |     |     |     |     |     | 100   |
| 8    | SIC58 Squadra Corse           | 58        | 10  | 7   | Ret | 7   | 11  | 9   | 3   | 5   | Ret | Ret | INJ | INJ | INJ |     |     |     |     |     |     |     |     |     | 100   |
| 8    | SIC58 Squadra Corse           | 67        |     |     |     |     |     |     |     |     |     |     |     |     | 18  |     |     |     |     |     |     |     |     |     | 100   |
| 8    | SIC58 Squadra Corse           | 82        | 4   | 10  | Ret | 8   | 14  | Ret | 16  | NC  | 14  | 13  | 13  | 17  | 24  |     |     |     |     |     |     |     |     |     | 100   |
| 9    | Honda Team Asia               | 5         | Ret | 21  | DNS | 19  | 15  | 19  | 19  | 20  | 17  | Ret | Ret | INJ | INJ |     |     |     |     |     |     |     |     |     | 78    |
| 9    | Honda Team Asia               | 72        | Ret | 5   | 9   | 2   | 6   | 6   | 12  | 11  | 6   | Ret | Ret | 16  | 6   |     |     |     |     |     |     |     |     |     | 78    |
| 9    | Honda Team Asia               | 93        |     |     |     |     |     |     |     |     |     |     |     |     | 22  |     |     |     |     |     |     |     |     |     | 78    |
| 10   | CIP Green Power               | 11        | 14  | 13  | 8   |     |     |     |     |     |     |     |     |     |     |     |     |     |     |     |     |     |     |     | 53    |
| 10   | CIP Green Power               | 19        | Ret | 12  | Ret | 12  | 12  | 12  | 11  | 12  | 12  | 7   | Ret | 15  | 15  |     |     |     |     |     |     |     |     |     | 53    |
| 10   | CIP Green Power               | 55        | INJ | INJ | INJ | 17  | 16  | 20  | 18  | 16  | 19  | 16  | 16  | 19  | 23  |     |     |     |     |     |     |     |     |     | 53    |
| 11   | Rivacold Snipers Team         | 10        | Ret | 19  | 15  | 9   | Ret | 15  | 19  | 17  | 11  | Ret | 18  | Ret | 20  |     |     |     |     |     |     |     |     |     | 44    |
| 11   | Rivacold Snipers Team         | 54        | 8   | 18  | Ret | 5   | Ret | 18  | 15  | 18  | Ret | 14  | 14  | Ret | 19  |     |     |     |     |     |     |     |     |     | 44    |
| 12   | Denssi Racing - Boé           | 14        | 15  | 14  | 10  | Ret | 19  | 14  | 14  | 10  | 15  | Ret | 9   | WD  | Ret |     |     |     |     |     |     |     |     |     | 41    |
| 12   | Denssi Racing - Boé           | 21        | 11  | 15  | 16  | 13  | Ret | INJ | 20  | 14  | Ret | DNS | INJ | INJ | 17  |     |     |     |     |     |     |     |     |     | 41    |
| 12   | Denssi Racing - Boé           | 25        |     |     |     |     |     |     |     |     |     |     | Ret |     |     |     |     |     |     |     |     |     |     |     | 41    |
| 12   | Denssi Racing - Boé           | 95        |     |     |     |     |     |     |     |     |     |     |     | 13  |     |     |     |     |     |     |     |     |     |     | 41    |
| 13   | GRYD - MLav Racing            | 8         | Ret | 17  | 17  | 18  | Ret | Ret | 17  | 21  | 18  | Ret | Ret | 18  | 21  |     |     |     |     |     |     |     |     |     | 3     |
| 13   | GRYD - MLav Racing            | 11        |     |     |     | WD  | 17  | Ret |     |     |     |     |     |     |     |     |     |     |     |     |     |     |     |     | 3     |
| 13   | GRYD - MLav Racing            | 25        |     |     |     |     |     |     |     |     |     | Ret |     | 20  |     |     |     |     |     |     |     |     |     |     | 3     |
| 13   | GRYD - MLav Racing            | 30        |     |     |     |     |     |     | 21  |     |     |     |     |     |     |     |     |     |     |     |     |     |     |     | 3     |
| 13   | GRYD - MLav Racing            | 32        |     |     |     |     |     |     |     |     | Ret | INJ | WD  | INJ | NC  |     |     |     |     |     |     |     |     |     | 3     |
| 13   | GRYD - MLav Racing            | 34        |     |     | 18  |     |     |     |     |     |     |     |     |     |     |     |     |     |     |     |     |     |     |     | 3     |
| 13   | GRYD - MLav Racing            | 89        | 13  | Ret | INJ | INJ | INJ | INJ | INJ | 23  |     |     |     |     |     |     |     |     |     |     |     |     |     |     | 3     |
| Pos. | Equipo                        | N.º. Moto | THA | ARG | AME | QAT | SPA | FRA | GBR | ARA | ITA | NED | GER | CZE | AUT | HUN | CAT | RSM | JPN | INA | AUS | MAL | POR | VAL | Ptos. |